# Эндрюс, Дональд
Дональд Уилфрид Као Эндрюс (англ. Donald Wilfrid Kao Andrews, род. 1955 в Ванкувере) — канадский экономист, занимающий позицию профессора им. Тьяллинга Купманса в исследовательском институте Cowles Foundation Йельского университета.

## Биография
Эндрюс родился в 1955 году в Ванкувере. В 1977 году он получил степень бакалавра экономики в Университете Британской Колумбии, в 1980 году стал магистром статистики в Калифорнийском университете в Беркли, в 1982 году он получил степень доктора философии в области экономики (также в университете Беркли) под руководством Питера Бикела.
Эндрюс является специалистом в области эконометрики, значительная часть его работ опубликована в журнале Econometrica. Экономист также сотрудничает с факультетом статистики Йеля.
Дональд Уилфрид Као является ассоциированным редактором журнала Econometrica с 1988 года и иностранным редактором Review of Economic Studies с 2005-го. В 1991—2003 годах Эндрюс был соредактором издания Econometric Theory. Экономист входил в совет консультантов при Национальном научном фонде (1992—1994). Эндрюс становился многократным обладателем гранта этой организации.

## Награды
- Член (англ. fellow) Американской академии искусств и наук с 2006 года[3].
- Член (англ. fellow) Эконометрического общества.
- Совместный с Э. Зивотом доклад 1992 года был напечатан в Commemorative Issue of the Most Influential Papers Published in the Journal of Business and Economic Statistics («Памятное издание наиболее значимых докладов, напечатанных в Journal of Business and Economic Statistics»).
- Лучший учитель года, факультет экономики, Йельский университет (1996, 2000, 2006).
- Лучший консультант года, факультет экономики, Йельский университет (2007).

Исследователь также является членом Американской экономической ассоциации, Американской статистической ассоциации и Института математической статистики.

## Публикации
Эндрюс стал автором более 80 научных работ, опубликованных в реферируемых журналах. Среди его важнейших работ следует отметить:
- Andrews, Donald W. K. & Lee, Inpyo & Ploberger, Werner, «Optimal Changepoint Tests for Normal Linear Regression» Journal of Econometrics, 70:1 (1996), pages 9-38, Available from RePEc  (cited 28 times in RePEc)
- Andrews, Donald W. K. & Ploberger, Werner, «Optimal Tests When a Nuisance Parameter Is Present Only Under the Alternative». Econometrica, 62(6), 1994.

Канадский экономист также стал соредактором книги (совместно с Джеймсом Стоком) Identification and Inference for Econometric Models: A Festschrift in Honor of Thomas J. Rothenberg.